# John Clancy (homme politique)
Pour les articles homonymes, voir Clancy.
John Clancy est un solliciteur et un homme politique britannique, membre du Parti travailliste. Il dirige le Conseil de la ville de Birmingham de 2015 à 2017.

## Biographie
John Clancy est originaire de Stockport mais il vit à Birmingham depuis les années 1990. Il est enseignant, lecteur d'université puis solliciteur.
Il est conseiller du ward de Hodge Hill de 2002 à 2006, avant d'être élu pour représenter celui de Quinton en mai 2011. Le 1er décembre 2015, il devient le chef du Conseil de la ville de Birmingham. À la suite d'une série de grèves des éboueurs, il doit remettre sa démission le 11 septembre 2017. 